# Українська євангельська теологічна семінарія
Українська євангельська теологічна семінарія, скор. УЄТС, — міжконфесійний заклад вищої духовної освіти з підготовки священнослужителів. УЄТС пропонує актуальні навчальні програми у царинах біблійних і богословських наук, лідерства, відкриття й зростання церков, місіології, церковного управління, поклоніння й музичного служіння, психології й консультування та багато інших.
УЄТС заснована у 1992 році Українською Євангельською Церквою (у минулому Союз вільних церков християн євангельської віри України).

## Акредитація

#### Державна ліцензія
УЄТС провадить освітню діяльність відповідно до ліцензії, затвердженої  наказом Міністерства освіти і науки України № 103-л від 20.02.24 р.  Витяг з ЄДЕБО щодо права провадження освітньої діяльності у сфері вищої освіти. 
Ліцензія видана на перший (бакалаврський) освітньо-кваліфікаційний рівень за спеціальностями «Богослов’я» і «Психологія».
Ліцензовано такі програми: 
- Богослов’я трансформуючого лідерства. Ступінь магістра, денна форма.
- Прикладне богослов’я. Ступінь бакалавра, денна форма.

- Прикладне богослов’я. Ступінь бакалавра, заочна форма,

- Практична психологія. Ступінь бакалавра, заочна форма.

Випускники зазначених  програм отримують диплом державного зразка. 

#### Акредитація Європейської ради з богословської освіти (European Council for Theological Education, ECTE)
УЄТС є членом Європейської ради з богословської освіти (ECTE) з 1998 року. 
Акредитовано такі програми:
- Прикладне богослов’я. Ступінь бакалавра богослов’я, денна форма.
- Прикладне богослов’я. Ступінь бакалавра богослов’я, заочна форма.
- Трансформуюче лідерство. Ступінь магістра богослов’я, заочна форма
- Місія у місті. Ступінь магістра богослов’я, заочна форма.

28 червня 2024 року Уряд України вніс Європейську раду з богословської освіти (ECTE) до переліку іноземних акредитаційних агентств та агентств із забезпечення якості вищої освіти.
Акредитація Європейської ради з богословської освіти (ECTE) визнається Європейським реєстром агенцій із забезпечення якості вищої освіти (European Quality Assurance Register in Higher Education, EQAR). Акредитовані програми УЄТС визнаються EQAR.
Державна ліцензія та акредитація ECTE свідчить, що можливості навчання, які пропонує УЄТС, відповідають державним та європейським стандартам і рекомендаціям для вищої освіти та підтверджують рівень можливості навчання відповідно до Європейської рамки кваліфікацій. Окрім того, диплом європейського зразка дає можливість продовжити навчання в країнах Європи, США та має багато інших переваг.

## Кафедри та програми
В УЄТС діють чотири кафедри:
- Кафедра богослов’я
- Кафедра місіології
- Кафедра поклоніння
- Кафедра психології

УЄТС пропонує понад 25 навчальних програм різних рівнів та напрямків. 

## Бібліотека
Бібліотека УЄТС одна з найкращих богословських бібліотек в Україні. Книжковий фонд налічує понад 35 000 томів.    

## Міжнародне партнерство
УЄТС співпрацює з низкою міжнародних організації та вищих навчальних закладів, зокрема:
Asbury Theological Seminary, USA.
MESA Global.
Scholar Leader International, USA